# مسعود عبدالحفیظ
مسعود عبدالحفیظ ژنرال ارتش لیبی در دوران حکومت معمر قذافی بود. او پس از کودتای ۱۹۶۹ معمر قذافی، مناصب اصلی مختلفی را در دولت بر عهده داشت، از جمله فرمانده امنیت نظامی، فرماندار فزان و رئیس امنیت شهرهای بزرگ. او چهره‌ای برجسته در لیبی بود و نقش مهمی در ایجاد روابط با کشورهای همسایه چاد و سودان ایفا کرد. عبدالحفیظ در طول درگیری چاد و لیبی، فرمانده ارشد ارتش لیبی بود. او که به خاطر رهبری شورش‌ها و جنگ‌های تحت حمایت لیبی در چاد شناخته می‌شد، به عنوان «آقای چاد» شناخته می‌شد. او نقش‌های مهمی در ارتش و دولت ایفا کرد و در دوران رژیم، چهره‌ای کلیدی محسوب می‌شد. او با خواهر احمد قذاف-الدم ازدواج کرد.

## جنگ داخلی ۲۰۱۱ لیبی
شورای امنیت سازمان ملل متحد قطعنامه‌ای را تهیه کرد که در آن نام ۲۳ مقام ارشد لیبیایی در رژیم معمر قذافی برای تحریم ذکر شده است. این قطعنامه که شامل ممنوعیت سفر و مسدود کردن دارایی‌ها می‌شد، از مسعود عبدالحفیظ نام برد.
پس از جدایی عبدالفتاح یونس، قذافی عبدالحفیظ را به عنوان وزیر کشور منصوب کرد. ژنرال مسعود عبدالحفیظ در طول نبرد سبها و لشکرکشی فزان، نیروهای طرفدار قذافی را در شهر سبها رهبری می‌کرد.
گزارش شده است که عبدالحفیظ به همراه وزیر کشور، ناصر المبروق عبدالله، به مصر گریخته است.